# オーストリアのサッカー選手一覧
オーストリアのサッカー選手一覧（オーストリアのサッカーせんしゅいちらん）は、オーストリア出身のサッカー選手の一覧である。Category:オーストリアのサッカー選手も参照。
この項目はCategoryではないので、記事の無い選手については赤リンクや仮リンク、簡単な説明の併記なども可能。

## GK(ゴールキーパー)
- ヴァルター・ゼーマン
- フリードリッヒ・コンシリア
- オットー・コンラード
- フランツ・ヴォールファールト
- ミヒャエル・コンゼル
- ハインツ・アーツベルガー
- ヘルゲ・パイヤー
- アレクサンダー・マンニンガー
- ユルゲン・マッホ
- ロベルト・オレイニック
- ラマザン・エーズガン
- ミヒャエル・グシュプルニグ
- ミヒャエル・ランガー

## DF(ディフェンダー)
- ゲルハルト・ハナッピ
- エルンスト・ハッペル
- フランツ・ベッケンバウアー
- ブルーノ・ペッツァイ
- ロベルト・サーラ
- ヘリベルト・ヴェーバー
- ディートマー・コンスタンティーニ
- ヴォルフガング・ファイアージンガー
- ランコ・ポポヴィッチ
- ミヒャエル・バウアー
- アンドレアス・イベルツベルガー
- ギョルギ・ガリッチ
- パウル・シャルナー
- セバスティアン・プリョードル
- エマヌエル・ポガテッツ
- マーティン・シュトランツル
- ローナルド・ゲルサリウ
- マーティン・ヒデン
- フェルディナンド・フェルトホーファー
- フランツ・シーマー
- アンドレアス・ドーバー
- ムラデン・ユトリッチ

## MF(ミッドフィールダー)
- カール・コラー
- エルンスト・オツヴィルク
- ヨーゼフ・ヒッケルスベルガー
- クルト・ヤーラ
- ヘルベルト・プロハスカ
- アレクサンダー・ポポヴィッチ
- ミハイロ・ペトロヴィッチ
- アンドレアス・ヘルツォーク
- ディートマー・キューバウアー
- マークス・ヴァイセンベルガー
- ハーラルド・チェルニー
- レネー・アウフハウザー
- アンドレアス・イヴァンシッツ
- クリストフ・ライトゲープ
- ミヒャエル・メルツ
- クリスティアン・フックス
- ユルゲン・ゾイメル
- ヨアヒム・シュタンドフェスト
- フェリ・カフラック
- ユミット・コルクマツ
- エルンスト・エブスター
- トーマス・プラーガー
- マルクス・ヴァイセンベルガー

## FW（フォワード)
- マティアス・シンデラー
- アントン・ポルスター
- ベジアン・イドリツァイ
- イヴィツァ・ヴァスティッチ
- マリオ・ハース
- トニ・フリッチュ
- マルク・ヤンコ
- マーティン・ハルニック
- ローマン・キーナスト
- ローランド・リンツ
- ヴァルター・シャッハナー
- ハンス・クランクル
- アルフレッド・リードル
- クリスティアン・マイヤーレープ
- マーク・ザンド
- トーマス・ピッヒルマン
- マルコ・アルナウトヴィッチ
- ローマン・ヴァルナー
- エルヴィン・ホッファー
- シュテファン・マイヤーホーファー